# برنامه بوران
برنامه بوران (روسی: Буран، به معنی "طوفان برف"، "بوران") که همچنین به‌عنوان برنامه «مدارگرد فضایی وی‌کاکا» (به روسی: ВКК «Воздушно-Космический Корабль»، به معنی "کشتی هوایی-فضایی") شناخته می‌شود، یک پروژه فضاپیمای قابل استفاده مجدد اتحاد جماهیر شوروی و بعدها روسیه بود. این پروژه در سال ۱۹۷۴ در مؤسسه مرکزی آئرودینامیک در مسکو آغاز شد و به‌طور رسمی در سال ۱۹۹۳ متوقف شد.
علاوه بر اینکه بوران نام کل پروژه فضاپیمای قابل استفاده مجدد شوروی/روسیه بود، این نام به اولین مدارگرد این پروژه، موسوم به «۱کا»، نیز اختصاص داده شد. این مدارگرد در سال ۱۹۸۸ یک پرواز فضایی بدون سرنشین انجام داد و تنها فضاپیمای قابل استفاده مجدد شوروی بود که به فضا پرتاب شد. مدارگردهای ردهٔ بوران از راکت انرژی، که مصرفی بود، به‌عنوان وسیله پرتاب استفاده می‌کردند.
این پروژه به‌عنوان پاسخی از سوی اتحاد جماهیر شوروی به برنامه شاتل فضایی ایالات متحده آغاز شد و از جاسوسی گسترده کاگ‌ب از برنامه شاتل فضایی آمریکا که اطلاعات آن محرمانه نبود، بهره برد. این موضوع باعث شد طراحی شاتل‌های شوروی و آمریکا از نظر ظاهری و عملکردی شباهت‌های زیادی داشته باشند.
گرچه مدارگردهای بوران از نظر ظاهری شبیه شاتل فضایی ناسا بودند و می‌توانستند مانند یک هواپیمای فضایی وارد جو زمین شوند، طراحی داخلی و عملکرد آن‌ها متفاوت بود. به‌عنوان مثال، موتورهای اصلی بوران در زمان پرتاب روی راکت انرژی قرار داشتند و همراه فضاپیما به مدار برده نمی‌شدند. موتورهای کوچک‌تری که روی بدنه فضاپیما قرار داشتند، نیروی محرکه لازم برای حرکت در مدار و بازگشت به زمین را تأمین می‌کردند. این عملکرد شبیه به سامانه مانور مداری شاتل فضایی ناسا بود.
برخلاف شاتل فضایی ناسا که اولین پرواز مداری خود را در آوریل ۱۹۸۱ انجام داد، بوران تنها یک پرواز فضایی داشت که در نوامبر ۱۹۸۸ انجام شد. این فضاپیما توانایی انجام مأموریت‌های بدون سرنشین و همچنین فرود خودکار را داشت. پروژه بوران بزرگ‌ترین و پرهزینه‌ترین پروژه در تاریخ کاوش‌های فضایی شوروی بود.

## پیش‌زمینه
برنامه فضاپیمای قابل استفاده مجدد شوروی ریشه در اواخر دهه ۱۹۵۰ و آغاز عصر فضا دارد. ایده پرواز فضایی قابل استفاده مجدد شوروی بسیار قدیمی است، گرچه این ایده نه مداوم و نه به‌صورت سازمان‌یافته دنبال شد. پیش از بوران، هیچ پروژه‌ای از این برنامه به وضعیت عملیاتی نرسید.
اولین گام به سمت یک فضاپیمای قابل استفاده مجدد شوروی، بورا در سال ۱۹۵۴ بود که نمونه‌ای جت پر ارتفاع/موشک کروز بود. چندین پرواز آزمایشی انجام شد پیش از آن‌که به دستور کمیته مرکزی لغو شود. هدف بورا تحویل محموله هسته‌ای، احتمالاً به ایالات متحده، و سپس بازگشت به پایگاه بود. برنامه بورا توسط اتحاد جماهیر شوروی به نفع تصمیم برای توسعه موشک‌های بالستیک قاره‌پیما لغو شد.
نسخه بعدی یک فضاپیمای قابل استفاده مجدد طراحی زیوزدا بود که به مرحله نمونه‌سازی رسید. دهه‌ها بعد، زیوزدا به‌عنوان یک ماژول خدماتی برای ایستگاه فضایی بین‌المللی استفاده شد. پس از زیوزدا، یک وقفه در پروژه‌های قابل استفاده مجدد تا بوران به وجود آمد.